# Davide Sanguinetti
Davide Sanguinetti (Viareggio, 1972. augusztus 25. –) olasz hivatásos teniszező. Pályafutása során két egyéni és egy páros ATP-tornát nyert meg. Karrierje legjobb Grand Slam eredményét az 1998-as wimbledoni tornán érte el, ahol a negyeddöntőig jutott.

## ATP-döntői

### Egyéni

#### Győzelmei (2)
| Összesítés                                            | Összesítés |
| ----------------------------------------------------- | ---------- |
| Grand Slam-torna                                      | (0)        |
| ATP World Tour Masters 1000 / ATP Masters Series      | (0)        |
| ATP World Tour 500 Series / International Series Gold | (0)        |
| ATP World Tour 250 Series / International Series      | (2)        |
| ATP World Tour Finals / Tennis Masters Cup            | (0)        |

|   | Dátum             | Torna                                                         | Borítás | Ellenfél a döntőben | Eredmény a döntőben |
| 1 | 2002. február 3.  | Internazionali di Lombardia, Milánó                           | Szőnyeg | Roger Federer       | 7–6(2), 4–6, 6–1    |
| 2 | 2002. március 10. | Delray Beach International Tennis Championships, Delray Beach | Kemény  | Andy Roddick        | 6–4, 4–6, 6–4       |

#### Elvesztett döntői (4)
|   | Dátum                | Torna                                             | Borítás    | Ellenfél a döntőben | Eredmény a döntőben |
| 1 | 1998. május 10.      | International Tennis Championships, Coral Springs | Salak      | Andrew Ilie         | 5–7, 4–6            |
| 2 | 2000. szeptember 17. | Tashkent Open, Taskent                            | Kemény     | Marat Szafin        | 3–6, 4–6            |
| 3 | 2001. február 25.    | Regions Morgan Keegan Championships, Memphis      | Kemény (f) | Mark Philippoussis  | 3–6, 7–6(5), 3–6    |
| 4 | 2003. február 16.    | SAP Open, San Jose                                | Kemény (f) | Andre Agassi        | 3–6, 1–6            |

### Páros

#### Győzelmei (1)
| Összesítés                                            | Összesítés |
| ----------------------------------------------------- | ---------- |
| Grand Slam-torna                                      | (0)        |
| ATP World Tour Masters 1000 / ATP Masters Series      | (0)        |
| ATP World Tour 500 Series / International Series Gold | (0)        |
| ATP World Tour 250 Series / International Series      | (1)        |
| ATP World Tour Finals / Tennis Masters Cup            | (0)        |

|   | Dátum            | Torna                   | Borítás | Partner       | Ellenfelek a döntőben         | Eredmény a döntőben |
| 1 | 1997. július 27. | Croatia Open Umag, Umag | Salak   | Dinu Pescariu | Dominik Hrbatý / Karol Kučera | 7–6, 6–4            |

#### Elvesztett döntői (1)
|   | Dátum            | Torna                      | Borítás     | Partner       | Ellenfelek a döntőben               | Eredmény a döntőben |
| 1 | 2006. február 5. | PBZ Zagreb Indoors, Zágráb | Szőnyeg (f) | Andreas Seppi | Jaroslav Levinský / Michal Mertiňák | 6–7, 1–6            |

## Eredményei Grand Slam-tornákon
| Grand Slam | Australian Open | Australian Open   | Roland Garros | Roland Garros      | Wimbledon | Wimbledon             | US Open  | US Open               |
| Év         | Eredmény        | Utolsó ellenfél   | Eredmény      | Utolsó ellenfél    | Eredmény  | Utolsó ellenfél       | Eredmény | Utolsó ellenfél       |
| 1997       | -               | -                 | -             | -                  | -         | -                     | 1.kör    | Jiri Novak            |
| 1998       | 2.kör           | Pete Sampras      | 1.kör         | Lucas Arnold Ker   | 1/4 döntő | Richard Krajicek      | 3.kör    | Andre Agassi          |
| 1999       | 2.kör           | Karol Kucera      | 3.kör         | Greg Rusedski      | 1.kör     | Sjeng Schalken        | -        | -                     |
| 2000       | 1.kör           | Mark Woodforde    | 1.kör         | Cédric Pioline     | 1.kör     | Justin Bower          | 1.kör    | Agustín Calleri       |
| 2001       | 1.kör           | Cédric Pioline    | 1.kör         | Karim Alami        | 2.kör     | David Prinosil        | 2.kör    | Nicolás Lapentti      |
| 2002       | 1.kör           | Alex Kim          | 2.kör         | Gustavo Kuerten    | 1.kör     | Todd Martin           | 1.kör    | Jevgenyij Kafelnyikov |
| 2003       | 1.kör           | Michel Kratochvil | 1.kör         | Nicolas Coutelot   | 1.kör     | Andy Roddick          | 2.kör    | Fernando Verdasco     |
| 2004       | 1.kör           | Radek Štěpánek    | -             | -                  | 1.kör     | Greg Rusedski         | 1.kör    | Tommy Haas            |
| 2005       | 1.kör           | Jarkko Nieminen   | 2.kör         | Sébastien Grosjean | 2.kör     | Igor Andrejev         | 4.kör    | David Nalbandian      |
| 2006       | 2.kör           | Makszim Mirni     | 2.kör         | Radek Štěpánek     | 2.kör     | Mario Ančić           | 1.kör    | Nicolás Massú         |
| 2007       | Selejtező (1)   | Selejtező (1)     | Selejtező (1) | Selejtező (1)      | 1.kör     | Juan Martín del Potro | -        | -                     |